# Phrynobatrachus rungwensis
Phrynobatrachus rungwensis là một loài ếch trong họ Petropedetidae.
Nó được tìm thấy ở Cộng hòa Dân chủ Congo, Malawi, Tanzania, và có thể cả Zambia.
Các môi trường sống tự nhiên của chúng là xavan ẩm, vùng đất ẩm có cây bụi nhiệt đới hoặc cận nhiệt đới, đồng cỏ nhiệt đới hoặc cận nhiệt đới vùng ngập nước hoặc lụt theo mùa, đồng cỏ nhiệt đới hoặc cận nhiệt đới vùng đất cao, đầm nước, đầm nước ngọt, đầm nước ngọt có nước theo mùa, đất canh tác, vùng đồng cỏ, vườn nông thôn, ao, và kênh đào và mương rãnh.